# The Sanitarium
Pour les articles homonymes, voir Sanitarium.
Pour plus de détails, voir Fiche technique et Distribution.
The Sanitarium est un film muet américain réalisé par Tom Santschi, sorti en 1910, avec Roscoe Arbuckle et Nick Cogley dans les rôles principaux.

## Fiche technique
- Titre : The Sanitarium
- Réalisation : Tom Santschi
- Producteur : William Nicholas Selig
- Studio de production : Selig Polyscope Company
- Distribution : General Film Company
- Pays de production : États-Unis
- Format : Noir et blanc - 1,37:1 - Format 35 mm
- Langue : film muet intertitres anglais
- Genre : Comédie
- Durée : une bobine
- Date de sortie : 
  - États-Unis : 10 octobre 1910

## Distribution
- Roscoe Arbuckle
- Nick Cogley
- George Hernandez